# 滑石侗族苗族土家族乡
滑石侗族苗族土家族乡是中华人民共和国贵州省铜仁市碧江区下辖的一个民族乡。

## 行政区划
滑石侗族苗族土家族乡下辖以下村级行政区划单位：
滑石村、豹子营村、白水村、老马塘村、新寨村、三寨村和芭蕉村。